# Rebelinho
Francisco Rabelo (Goiana, Capitania de Itamaracá, ? de ? — ilha de Itaparica, 10 de agosto de 1647), popularmente conhecido como Rebelinho, foi um militar brasileiro que combateu os invasores holandeses no Nordeste do Brasil no século XVII.

## História
O Capitão Francisco Rabelo destacou-se por suas investidas de surpresa contra o invasor holandês, principalmente na Capitania da Paraíba, entre os anos de 1630 a 1637.
Recapturou Porto Calvo (1636) e, em seguida, participou da Batalha da Mata Redonda, vencida pelo holandeses.
Entre os seus feitos, destacou-se o ataque ao administrador holandês na Paraíba, Ipo Eysens, que, juntamente com a sua tropa foram assassinados, no Engenho Espírito Santo, em 1636. O referido engenho pertencera ao Capitão Manoel Correa Perez que, à época, teve essa propriedade confiscada pela Companhia Neerlandesa das Índias Ocidentais, vindo a ser adquirido pelo administrador holandês assassinado.
A ação do Rebelinho foi reconhecida pelos habitantes do povoado do Espírito Santo, que ergueram duas capelas em memória das batalhas travadas.
Por outro lado, a ação do Capitão Rabelinho, mais tarde identificada como "Guerra Brasilica"  fez-se sentir negativamente, com o aumento da repressão da Companhia na região. 
Atualmente, a povoação constitui-se na cidade de Cruz do Espírito Santo, cuja emancipação política ocorreu em 7 de março de 1896.
Rebelinho faleceu em combate contra as tropas da Companhia Holandesa das Índias Ocidentais  comandadas por Sigismundo de Schkopp, na ponta noroeste da Ilha de Itaparica, em 10 de Agosto de 1647, dia de São Lourenço de Huesca, atual padroeiro do município de Itaparica.